# Dario De Caro
Dario De Caro (Torino, 1º giugno 1997) è un mezzofondista italiano.

## Biografia
Con il tempo di 7'47"46, stabilito nel 2022, è il quinto miglior italiano di sempre nei 3000 m piani indoor.

## Palmarès
| Anno | Manifestazione          | Sede      | Evento        | Risultato | Prestazione | Note |
| ---- | ----------------------- | --------- | ------------- | --------- | ----------- | ---- |
| 2016 | Mondiali U20            | Bydgoszcz | 5000 m piani  | 24º       | 14'48"82    |      |
| 2019 | Europei U23             | Gävle     | 10000 m piani | 20º       | 30'28"04    |      |
| 2022 | Giochi del Mediterraneo | Orano     | 5000 m piani  | 9º        | 13'56"63    |      |

## Campionati nazionali
2012
- 8º ai campionati italiani cadetti, 2000 m piani - 5'53"37[1]
- 94º ai campionati italiani cadetti di corsa campestre - 9'29"

2013
- 8º ai campionati italiani allievi, 3000 m piani - 8'53"00

2014
- 4º ai campionati italiani allievi, 3000 m piani - 8'43"90
- 10º ai campionati italiani allievi di corsa campestre - 17'12"

2015
- 117º ai campionati italiani juniores di corsa campestre - 29'53"

2016
- Bronzo ai campionati italiani juniores, 1500 m piani - 3'55"62
- 5º ai campionati italiani juniores indoor, 1500 m piani - 3'59"60
- 9º ai campionati italiani juniores di corsa campestre - 23'55"

2017
- 11º ai campionati italiani promesse, 5000 m piani - 15'04"79
- Bronzo ai campionati italiani universitari, 5000 m piani - 15'19"58
- 6º ai campionati italiani universitari, 1500 m piani - 3'56"08
- 14º ai campionati italiani promesse di corsa campestre - 33'47"[2]

2018
- 6º ai campionati italiani promesse, 1500 m piani - 3'57"49
- 6º ai campionati italiani universitari, 5000 m piani - 15'08"57
- Bronzo ai campionati italiani universitari, 1500 m piani - 3'55"38

2019
- 4º ai campionati italiani assoluti, 10000 m piani - 29'41"42
- 17º ai campionati italiani assoluti, 5000 m piani - 14'45"59
- 5º ai campionati italiani promesse, 5000 m piani - 14'38"94
- 5º ai campionati italiani promesse indoor, 3000 m piani - 8'31"27

2021
- Bronzo ai campionati italiani assoluti, 5000 m piani - 13'58"37

2022
- 9º ai campionati italiani assoluti, 5000 m piani - 13'59"07

## Altre competizioni internazionali
2016
- 5º al Golden Gala ( Roma), 1500 m piani, gara juniores - 3'50"54

2021
- 4º alla BOclassic ( Bolzano) - 29'27"

2022
- 11º al Campaccio ( San Giorgio su Legnano) - 30'02"